# Ampliación de los Amates
Ampliación de los Amates är en ort i Mexiko.   Den ligger i kommunen Temixco och delstaten Morelos, i den sydöstra delen av landet, 60 km söder om huvudstaden Mexico City. Ampliación de los Amates ligger 1 407 meter över havet och antalet invånare är 130.
Terrängen runt Ampliación de los Amates är kuperad åt nordväst, men åt sydost är den platt. Runt Ampliación de los Amates är det mycket tätbefolkat, med 3 134 invånare per kvadratkilometer. Närmaste större samhälle är Cuernavaca, 5,1 km norr om Ampliación de los Amates. Omgivningarna runt Ampliación de los Amates är en mosaik av jordbruksmark och naturlig växtlighet.